# インターナル
株式会社インターナルは、神奈川県横浜市に本社を置く日本の企業。1999年6月1日設立。

## 概要
電子計算機用ソフトウェアの開発および販売。現在の業務内容は映像機器の開発、販売等。

## 沿革
- 1998年9月8日 - 有限会社インターナルを設立。
- 1999年6月1日 - 株式会社に組織変更。
- 2010年11月1日 - 横浜ランドマークタワーに移転
- 2014年2月19日 - 電子書籍のコピー防止機能を回避するプログラムを作製したなどとして、社長の石田渉と社員の男ら計3人が著作権法違反と特定商取引法違反の容疑で逮捕[1][2]
- 2016年11月10日 - パズル&ドラゴンズの不正ソフト「チートツール」を販売したとして、社長の石田渉と男女ら計3人を組織犯罪処罰法違反で逮捕[3]
- 2017年11月11日 - ソフトウェア事業の終了[4]
- 2018年3月22日 - 神奈川県横浜市中区桜木町1丁目1-7 ヒューリックみなとみらい10階に移転

## 主な商品
- V12 マルチチャージャー
- EzCAP
- GameCAP HD

## ソフトウェア製品
2017年11月をもってサービス終了。

## 主要出資先
PC製品の小売で知られるアプライドやpaperboy&co.にも出資を行っている。

## 犯罪歴
2014年2月19日、電子書籍のコピー防止機能を回避するプログラムを作製したなどとして、社長の石田渉と社員の男ら計3人が著作権法違反（技術的保護手段を回避するプログラムの製造）と特定商取引に関する法律（特定商取引法）違反（誇大広告）の容疑で京都府警サイバー犯罪対策課に逮捕された。
2016年3月24日、京都地裁は石田に懲役2年、執行猶予4年、罰金200万円（求刑懲役2年、罰金200万円）の判決を言い渡した。中川裁判長は判決理由で「執拗かつ悪質で、2200万円以上を売り上げており、酌量の余地はない」と指摘した。共に同罪に問われた社員2人はそれぞれ懲役1年6月、執行猶予4年、罰金50万円（いずれも求刑1年6月、罰金50万円）とした。
2016年11月10日、人気スマートフォン向けオンラインゲームパズル&ドラゴンズの不正ソフト「チートツール」を販売したとして、神奈川県警サイバー犯罪対策課などは社長の石田渉と男女ら計3人を組織的な犯罪の処罰及び犯罪収益の規制等に関する法律（組織犯罪処罰法）違反（組織的業務妨害）で逮捕。
組織犯罪処罰法の適用は、テロ組織拠点の鎮圧、掃討や麻薬・覚せい剤の製造拠点、振り込め詐欺の元締めの摘発等など、凶悪犯罪への厳格な対処となる。
30日、「Androidアナライザー」に対して不正指令電磁的記録作成の疑いで神奈川県警は石田ら3人を再逮捕し、新たに関連会社員の男を逮捕した。
2019年4月16日、横浜地裁は一連の犯行の首謀者である石田に対し、懲役1年6月、執行猶予3年（求刑懲役2年）を言い渡した。田村政喜裁判長は判決理由で、ゲームの唯一の収益源である課金機会を減らすプログラムは業務を妨害する恐れがあると指摘。そのプログラムを購入させる被告の行為は「偽計業務妨害のほう助行為に該当する」と認定した。スマホの遠隔操作ソフトについても、「端末に与える指令がスマホ所有者の意図に反することは明らか」と述べ、違法性を認めた。